# Knock (Erzgebirge)
Der Knock ist ein 725,5 m ü. NHN hoher Berg südlich der Dorfmitte von Schönheide im westlichen Erzgebirge. Sein höchster Punkt ist von gewachsenem Felsen in der Form der Wollsackverwitterung bedeckt. Zur Nutzung für die Landesvermessung ist dort eine Metallmarke als Festpunkt eingelassen. Ein Mobilfunk-Sendemast steht nicht auf dem höchsten Punkt des Berges, sondern etwa 50 Meter weiter westlich.

## Naturraum
Nach der Naturraumkarte von Sachsen liegt der Berg in der Mesogeochore „Schönheider Hochflächen“ und gehört zur Mikrogeochore „Schönheider Kuppengebiet“. Das Bergmassiv ist ein Teil des „Eibenstocker Granits“.
Der Berg fällt zum bebauten Teil des Dorfes in seinem Nordhang ziemlich steil ab. Nach Süden verliert das Gelände dagegen nur sanft die Höhe. Nach Westen senkt es sich leicht zu einem Sattel, in dem der in Schönheide „Lenkensweg“ genannte Wirtschaftsweg verläuft. Von diesem steigt das Gelände wieder leicht bis zum Baumannsberg an. Dieser Berg ist mit einer Höhe von 725,5 m ü. NHN genau so hoch wie der bekanntere und in fast allen Landkarten mit Namen eingetragene Knock.
An der nach Nordosten abfallenden Schulter gibt es unweit des Gipfels eine „Drachenfels“ genannte Felsformation. Hänge des Berges haben mit den Teilgebieten 3 „Baumannsberg – Knock“ im nördlichen und südlichen Bergbereich sowie 7 „Schädlichberg“ im nordöstlichen Bergbereich einen großen Anteil am Natura-2000-Gebiet Bergwiesen um Schönheide und Stützengrün.

## Name
Bedeutung und Herkunft des Namens sind ungeklärt. Albert Schiffner gab im 1833 erschienenen 18. Band des Schumannschen Staats-, Post- und Zeitungslexikons von Sachsen als Namen „Knock oder Knochen“ an. Der Berg ist in Blatt 196 des Berliner Exemplars und in Blatt 185 des Freiberger Exemplars der Asterschen sächsischen Meilenblätter aus dem Jahr 1792 mit dem Namen „Der Knock“ eingetragen. Auch sein gleich hoher Nachbar ist mit einem Namenseintrag versehen, er hat die Bezeichnung „Der Baumanns Berg“. Der Knock ist mit dem Namen Knock verzeichnet in der Äquidistantenkarte von 1905, der topografischen Karte von 1916 und der von 1942 Dies setzt sich fort bis zur topographischen Karte, die im Jahr 2010 herausgebracht wurde.
Volkmar Hellfritzsch hat ermittelt, dass im Erzgebirge 32 Berge mit dem Namen Knochen oder Knock bezeichnet werden. Der Begriff Knock sei als Wort bairischer Herkunft, komme als Name von Bergen nur selten vor, sei im Erzgebirge daher „nicht ohne Weiteres [zu] verstehen“ und bedeute Berg. Carl Friedrich Mosch hielt den Namen für aus der Wendischen Sprache kommend.

## Nutzung und Erschließung
Der Bereich des Berges Knock gehörte zu den Gebieten Schönheides, für die bei der Besiedlung vom Jahr 1537 an Hufe festgelegt wurden. Diese gingen vom Schönheider Dorfbach in Richtung Süden bis zur Zwickauer Mulde. Im sogenannten Befreiungsbrief vom 20. März 1549jul., der Gründungsurkunde Schönheides, des Gebietsherrn Balthasar Friedrich Edler von der Planitz wird erwähnt, dass den Schönheidern von diesem Gebietsherrn ein Wald zur Gewinnung von Bauholz zur Verfügung gestellt wird. Dieser Wald wird als vom „Oberen weg hinaus neben dem Thoma Lengken biß an den Vogelheerdt hinab biß an das weßerley“ reichend beschrieben. Der „Vogelherd“ (636,4 m ü. NHN) liegt östlich des Knock im Ortsteil Schädlichsberg.
Der Landschaftspflegeverband Westerzgebirge sieht den Knock als den Hausberg von Schönheide. Er sei nur zum Teil bewaldet und habe im Gegensatz zu den meisten der Berge im Westerzgebirge eher offenen Charakter. Daher lasse er „wunderbare Ausblicke auf das Dorf und seine nähere und weitere Umgebung zu“.
Ansichtskarten aus der Zeit um 1905 zeigen, dass es damals noch keinen Wald auf dem Knock gab. Moritz von Süßmilch berichtet in seinem 1894 erschienenem Buch Das Erzgebirge:
Von dem Aussichtstempel auf dem Knock hat man einen sehr guten Überblick über den ausgedehnten Ort und seine einzelnen Theile, aus welchen man in großen Zügen die Entstehungsgeschichte dieses ausgebreiteten, volkreichen und gewerbefleißigen Ortes herausliesst. Die Aussicht nach dem Gebirgskamme ist sehr ansprechend, ja landschaftlich schön.
Ernst Flath, der eine um 1909/1910 erschienene Geschichte Schönheides schrieb, betonte, der Berg sei baumlos. Er schildert, der Gemeinderat habe beschlossen, den Rücken des Knocks mit einigen widerstandsfähigen Baumsorten zu bepflanzen, womit ja im Frühling 1908 ein schöner Anfang gemacht worden ist. Der größere Flächenanteil wird landwirtschaftlich genutzt, in der Regel als Viehweide oder Wiese zur Gewinnung von Heu. Der bewaldete Teil liegt im östlichen Teil des Berges und zieht sich hinunter bis zu dem für den allgemeinen Verkehr gesperrten Wirtschaftsweg mit dem Namen Rautenkranzer Weg. Er wurde durch Stürme geschädigt. Inzwischen wurde ein Teil des Waldes abgeholzt. Die Gemeinde Schönheide ist Eigentümerin eines großen Anteils des bewaldeten Teils und hat ihre Flächen seit Ende 2020 zum Verkauf angeboten. Es handelt sich um 32.350 m².
Nach dem Zweiten Weltkrieg, also in den Jahren nach 1945, hatten Einwohner Schönheides im gemeindeeigenen Bereich Flächen gepachtet, um Felder zum Anbau von Kartoffeln und Hafer anzulegen. Der Hafer wurde bei einer kleinen Nebenerwerbslandwirtschaft gedroschen, die am Fichzigweg nahe dem Gipfel des Berges lag.
Der Knock ist nach Ernst Flath mit humusarmem, teilweise nur wenige Zentimeter tief auf dem unterliegenden Fels lagerndem Grusboden bedeckt, unfruchtbarer, flachgründiger Grus- und Sandboden [überziehe] teilweise den Scheitel des Knocks.
Trotz jahrzehntelanger Bewirtschaftung der landwirtschaftlichen Flächen durch die Schönheider Landwirtschaftliche Produktionsgenossenschaft (LPG) „Vorwärts“ sind die Hufe der Feldeinteilung aus der Erstbesiedlung Schönheides noch zu Beginn des 21. Jahrhunderts gut zu erkennen. Obwohl die LPG Flächen zusammenlegte und Streifen aus Lesesteinen entfernte, die entstanden, weil die Bauern über Jahrhunderte die Steine auf den Feldern immer wieder auflasen und in Streifen am Feldrand aufschütteten, in denen das eine oder andere Gehölz wuchs, ist diese in Jahrhunderten entstandene Prägung des Landschaftsbildes nicht verschwunden. Ein Landwirt nutzt Weiden und Wiesen heute für seine Mutterkuhherde.
Auf dem Felsen, der den Gipfel des Berges bildet, war ein etwa ein Meter hoher Vermessungspfeiler aufgestellt. Dieser Stein hatte in Schönheide die Bezeichnung „Türmel“. Über diesem stand zur DDR-Zeit zeitweise ein für Vermessungsarbeiten genutztes um vier Meter hohes pyramidales Holzgerüst in der Art eines Vermessungsturms. Westlich des Gipfels steht das kleine Häuschen mit Fernsehempfangsantennen einer zur Zeit der DDR gegründeten Empfangsgemeinschaft, von dem aus Erdkabel zu den Häusern verlegt sind. Nach 1990 wurde ein Antennenmast für Mobilfunk etwa 50 Meter westlich des Gipfels aufgestellt. Eine Felsgruppe, im Schönheider Volksmund „Puppenstube“ genannt, lässt wenige Meter vom höchsten Punkt entfernt auf der Südseite erkennen, dass in einem Steinbruch in kleinem Umfang Granit abgebaut wurde. Wann dies geschah, ist ungeklärt. Vogelbeerbäume und -büsche, einige Heide-, aber auch Heidelbeer- und Preiselbeerbüsche sind im obersten Bereich des Berges zu dort finden, wo keine landwirtschaftliche Nutzung stattfindet.
Am Knock sei einmalig, dass es an seinen Hängen und in seiner Umgebung nach den Feststellungen des Landschaftspflegeverbandes Westerzgebirge „einen Bestand an wunderbaren Einzelbäumen, Baumreihen und Baumgruppen an seinen Hängen und in seiner Umgebung“ mit einer „erstaunlichen“ Vielfalt,
ob Buche, Esche, Bergulme, Bergahorn, Spitzahorn oder Eberesche, fast die gesamte Palette der heimischen Baumarten treffen wir an. Sogar der bei uns eher seltenen Elsbeere mit ihren weißdornähnlichen Früchten begegnen wir. [...] Eine Wanderung um den Knock ist deshalb zu allen Jahreszeiten eine Wohltat für Naturfreunde und Freunde der Bäume, ganz besonders im Herbst. Sozusagen von Tag zu Tag ändert sich dann das Bild der Landschaft und man kann ständig neue Entdeckungen machen.
Der Berg Knock ist ausschließlich über Wirtschaftswege zu erreichen. Sie gehen im bebauten Dorfteil von der Lindenstraße und im Süden des Berges vom Rautenkranzer Weg aus. Am Südhang des Berges liegen Kleingärten des Kleingartenvereins „Am Knock“ e.V. Ein am Rautenkranzer Weg westlich der Gärten gelegener Brunnen, „Schulbrunnen“ genannt, fängt Quellwasser aus dem Knock auf. Am Nordhang steht die nach dem früheren Schuldirektor Max Grohmann benannte Bank, von der aus ein schöner Blick auf den unteren Teil des Dorfes besteht.
Oberhalb des Alten Friedhofs findet sich auf der nach Nordosten abfallenden Schulter des Berges das 1937 zum Gedenken an die Opfer des Ersten Weltkrieges aus Schönheide errichtete sogenannte Ehrenmal. Fast am Fuße dieser Schulter liegt der Ortsteil Schädlichsberg.
Am nördlichen Hang des Knock führte in der Zeit vor dem Ausbau von Straßen in den Tälern von Filzbach und Schönheider Dorfbach, die erst um die Mitte des 19. Jahrhunderts erfolgte, die Straße von Eibenstock nach Auerbach entlang. Auf dem heutigen Gebiet der Gemeinde Schönheide hatte sie diesen Verlauf: Von Schönheiderhammer führte der Weg über den Hammerberg, wo Vorspannpferde bei dem steilen Anstieg eingesetzt wurden, und dann durch den Ortsteil Schädlichsberg. Im Bereich des Alten Friedhofs folgte sie dem Fichtigweg, verließ diesen aber in einer Höhe von 692,8 m ü. NHN, um etwa in Höhe der Grohmannbank in Richtung Westen nördlich am Baumannsberg vorbeizuführen. Die Straße in diesem Abschnitt ist in dem Meilenblatt von 1792 als „Die alte Strase“ bezeichnet. Dies könnte zweierlei bedeuten: Der Verlauf war zum Zeitpunkt der Aufnahme dieser Landkarte schon anders, nämlich über die nicht so sehr ansteigende heute als Lindenstraße bezeichnete Straße durch den Ortsteil Baumannsberg. Andererseits könnte der Name alte Straße daher kommen, dass sie schon immer bestand, seit Menschengedenken der zum Zeitpunkt der Kartierung dort Lebenden. Ernst Flath beschreibt in seiner Geschichte Schönheides den Verlauf der Straße und nennt sie „die ganz alte Poststraße“.